# Mortefontaine (Oise)
Mortefontaine is een gemeente in het Franse departement Oise (regio Hauts-de-France). De plaats maakt deel uit van het arrondissement Senlis. Mortefontaine telde op 1 januari 2022 859 inwoners.

## Geografie
De oppervlakte van Mortefontaine bedroeg op 1 januari 2022 15,29 vierkante kilometer; de bevolkingsdichtheid was toen 56,2 inwoners per km².

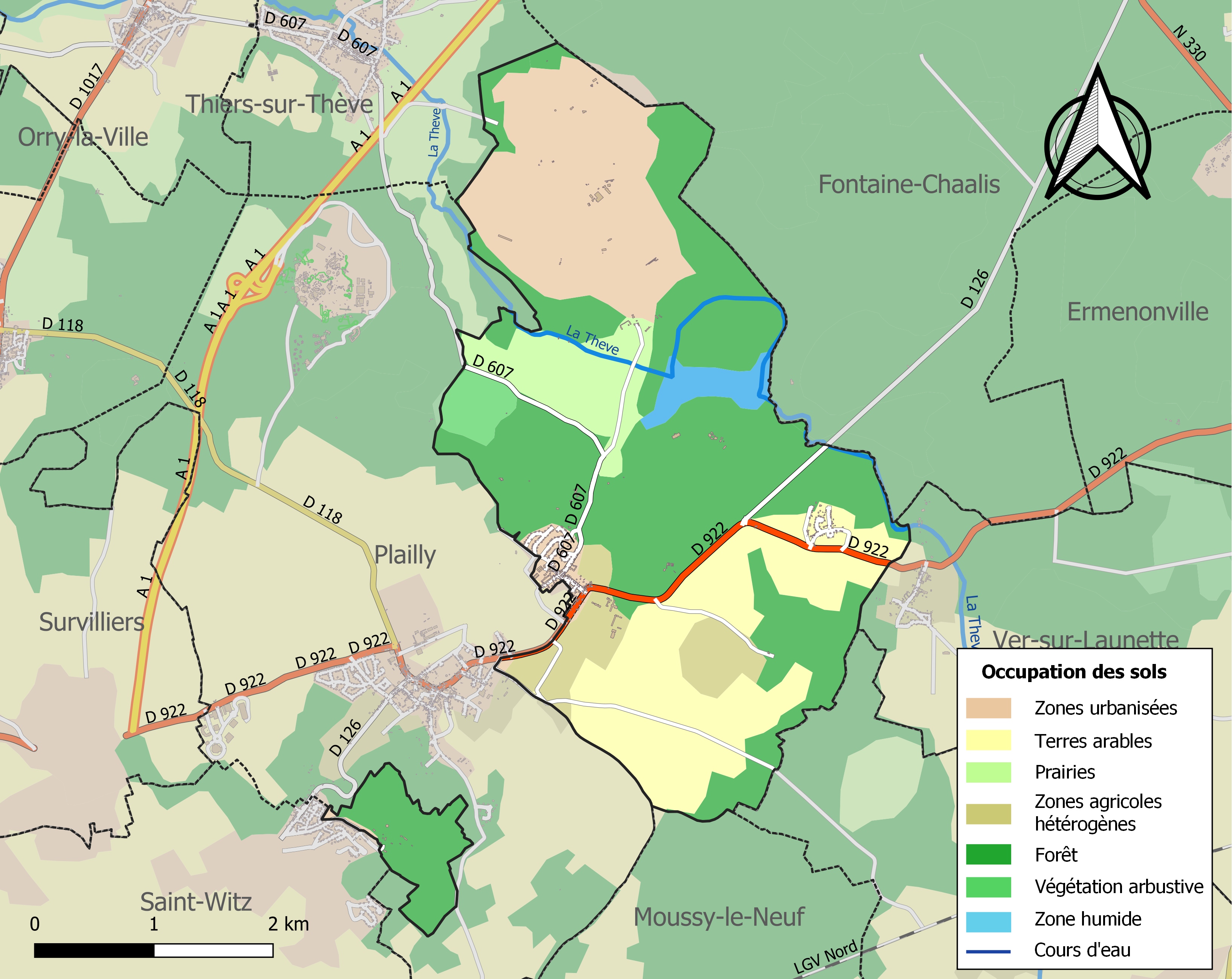
Kaart van de gemeente met belangrijkste infrastructuur, bodemgebruik en omliggende gemeenten

## Demografie
Onderstaande figuur toont het verloop van het inwonertal (bron: INSEE-tellingen).